# MOON DANCER
「MOON DANCER」（ムーンダンサー）は、石井竜也と姿月あさとのユニット・MOON STONESの楽曲。2002年6月26日、Sony Recordsとロックチッパーレコードからそれぞれ発売された。

## 解説
石井のソロシングルとしては通算10枚目にあたる。
石井と姿月によるスペシャルプロジェクト『ツキノイシ・ケイカク』の一部として発売表されたシングル。
初回盤は月をイメージしたクリスタル製の半導体『クリスタル・ムーン』付。
2人によるショート・ストーリーが2トラック追加。

## 収録曲
石井盤と姿月盤の違いは表題曲「MOON DANCER」と初回盤の5トラック目以外が異なる内容。

### 「石井竜也盤」収録曲
作詞・作曲：石井竜也　編曲:金子隆博
1. MOON DANCER
2. フラストレーション
石井ソロ。
3. MOON DANCER karaoke 〜たつやデュエット・ヴァージョン〜
表題曲のカラオケヴァージョン。姿月のパート部分がカラオケとなっている。
4. MOON STORIES 〜月の光の方向〜
初回盤限定。ショートストーリー。
5. MOON DANCER SPECIAL 〜ナルシストの罪〜
初回盤限定。ショートストーリー。

### 「姿月あさと盤」収録曲
作詞・作曲：石井竜也（特記以外）編曲:金子隆博
1. MOON DANCER
2. ガラスの月
作詞：米米CLUB　作曲:林部直樹
姿月ソロ。米米CLUBの同曲のカヴァー。
3. MOON DANCER karaoke 〜あさとデュエット・ヴァージョン〜
表題曲のカラオケヴァージョン。石井のパート部分がカラオケとなっている。
4. MOON STORIES 〜月の形〜
初回盤限定。ショートストーリー。
5. MOON DANCER SPECIAL 〜ナルシストの罪〜
初回盤限定。ショートストーリー。